# Georg-von-Cölln-Haus

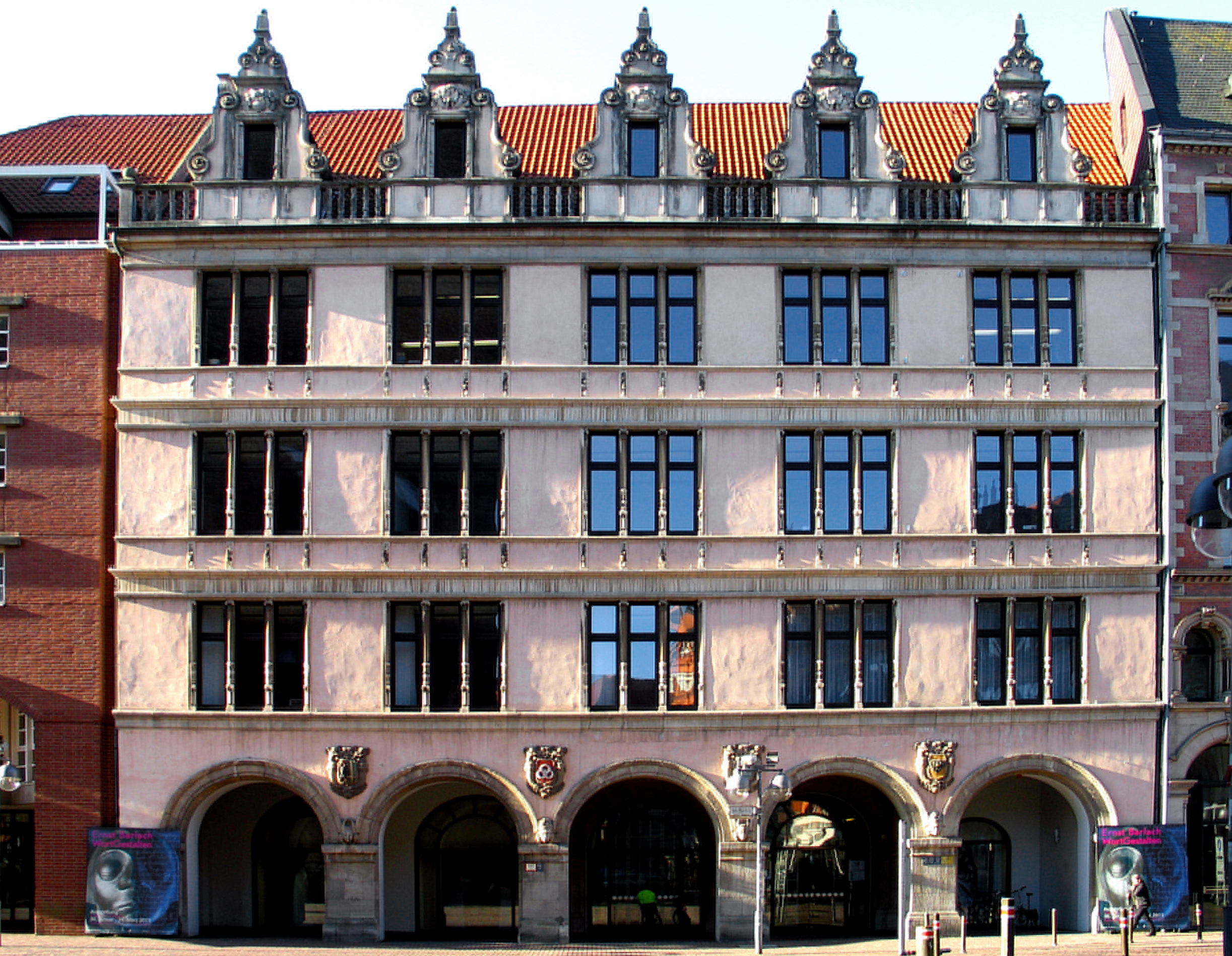
Georg-von-Cölln-Haus, 2013 während einer Ausstellung zu Ernst Barlach

Das Georg-von-Cölln-Haus, auch Haus Georg von Cölln, ist ein unter Denkmalschutz stehender Gebäudekomplex in Hannover, Am Markte 8. Er besteht aus einem ehemaligen Bürogebäude mit rückwärtigem Lagerhaus und wurde für die Anfang des 19. Jahrhunderts gegründete Eisenwarenhandlung von Georg von Cölln erbaut. Das Bauwerk wurde zeitweilig als „forum am markt“ durch das Niedersächsische Landesmuseum Hannover genutzt und diente zwischen September 2014 und Oktober 2017 als provisorisches Parlamentsgebäude des Niedersächsischen Landtags. Es soll auch weiterhin für Konferenzen und Sitzungen genutzt werden.

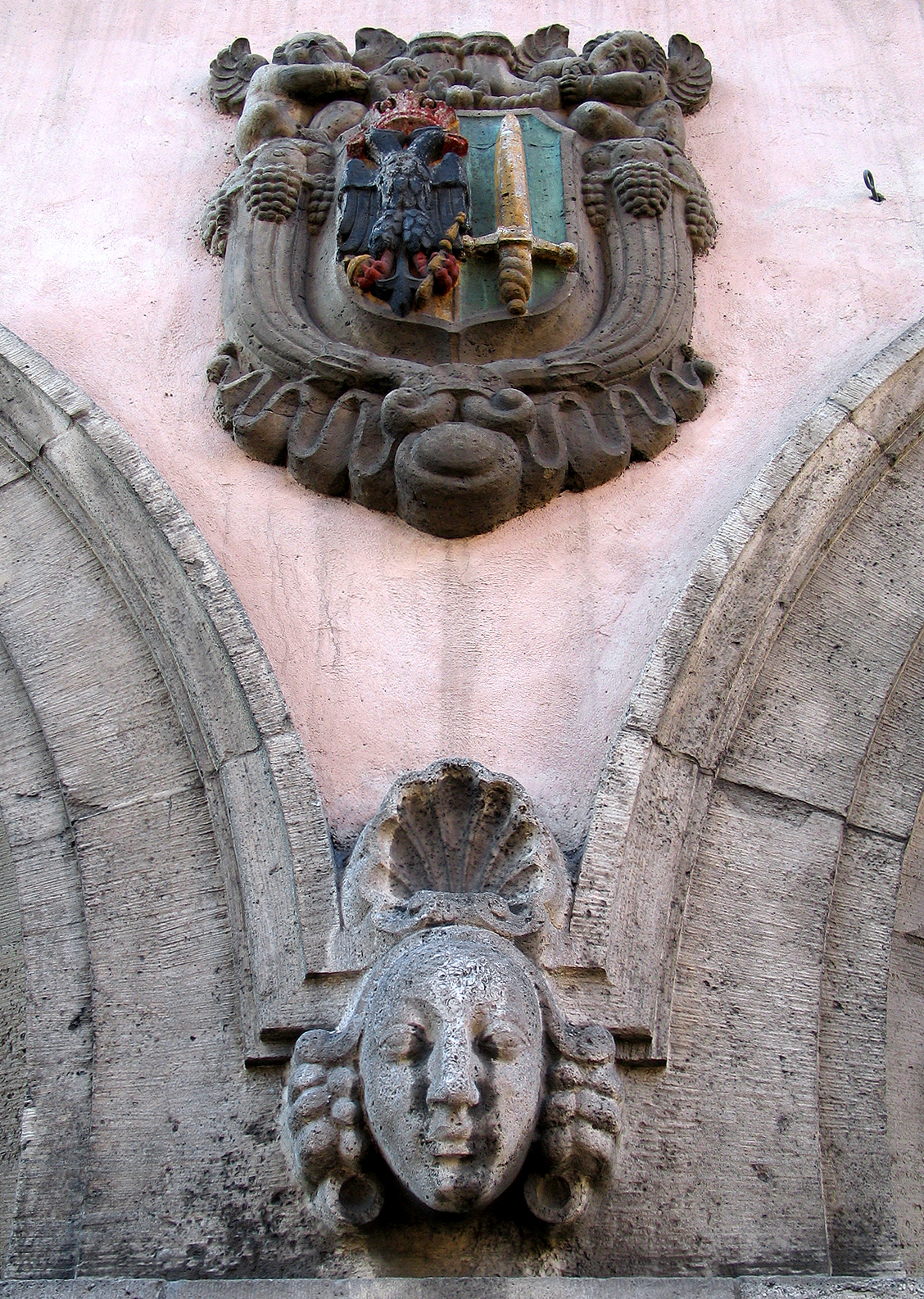
Bauschmuck des Bildhauers Ludwig Vierthaler an der Gebäudefassade mit Wappen der Stadt Essen
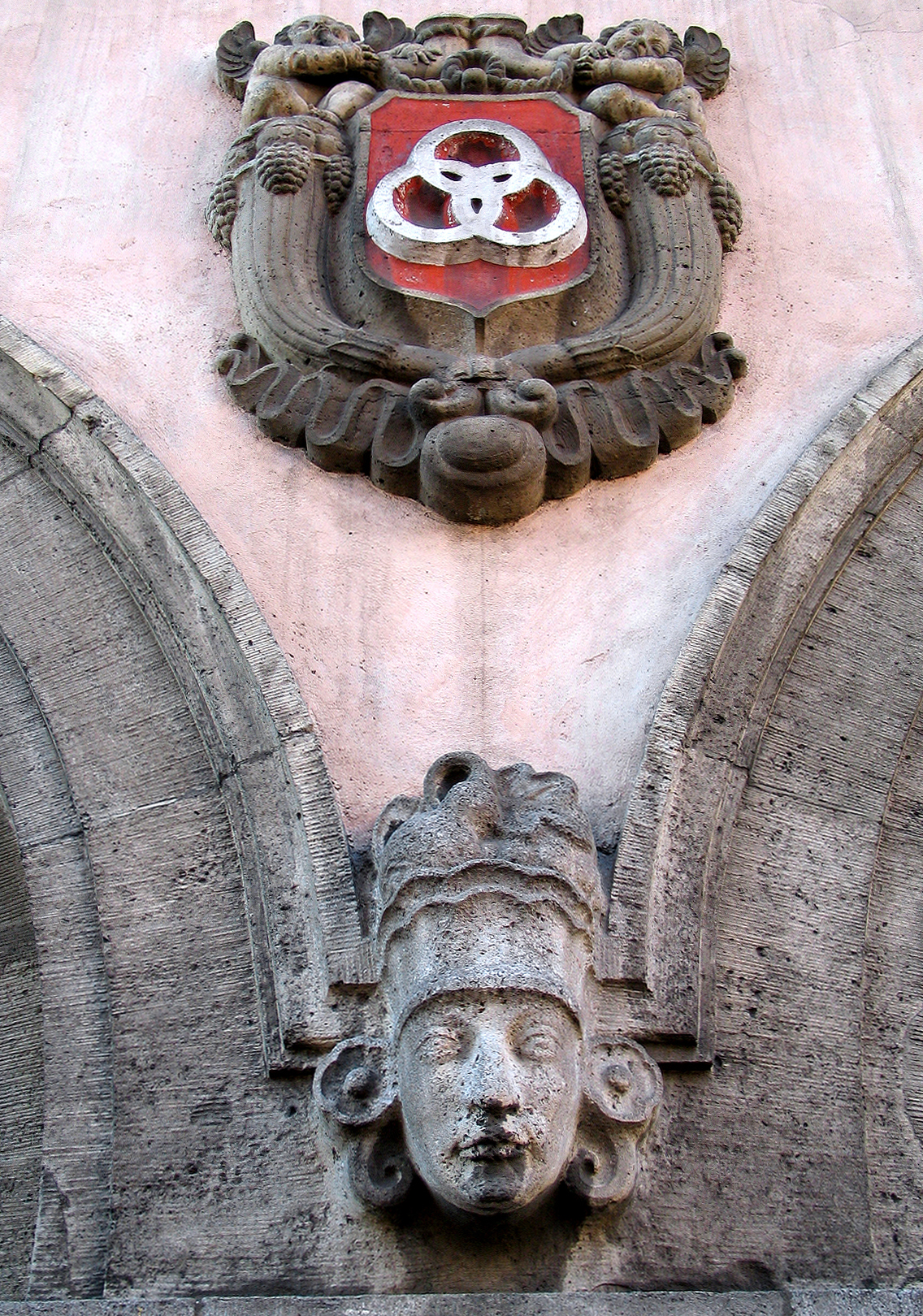
Bauschmuck mit Logo der Friedrich Krupp AG
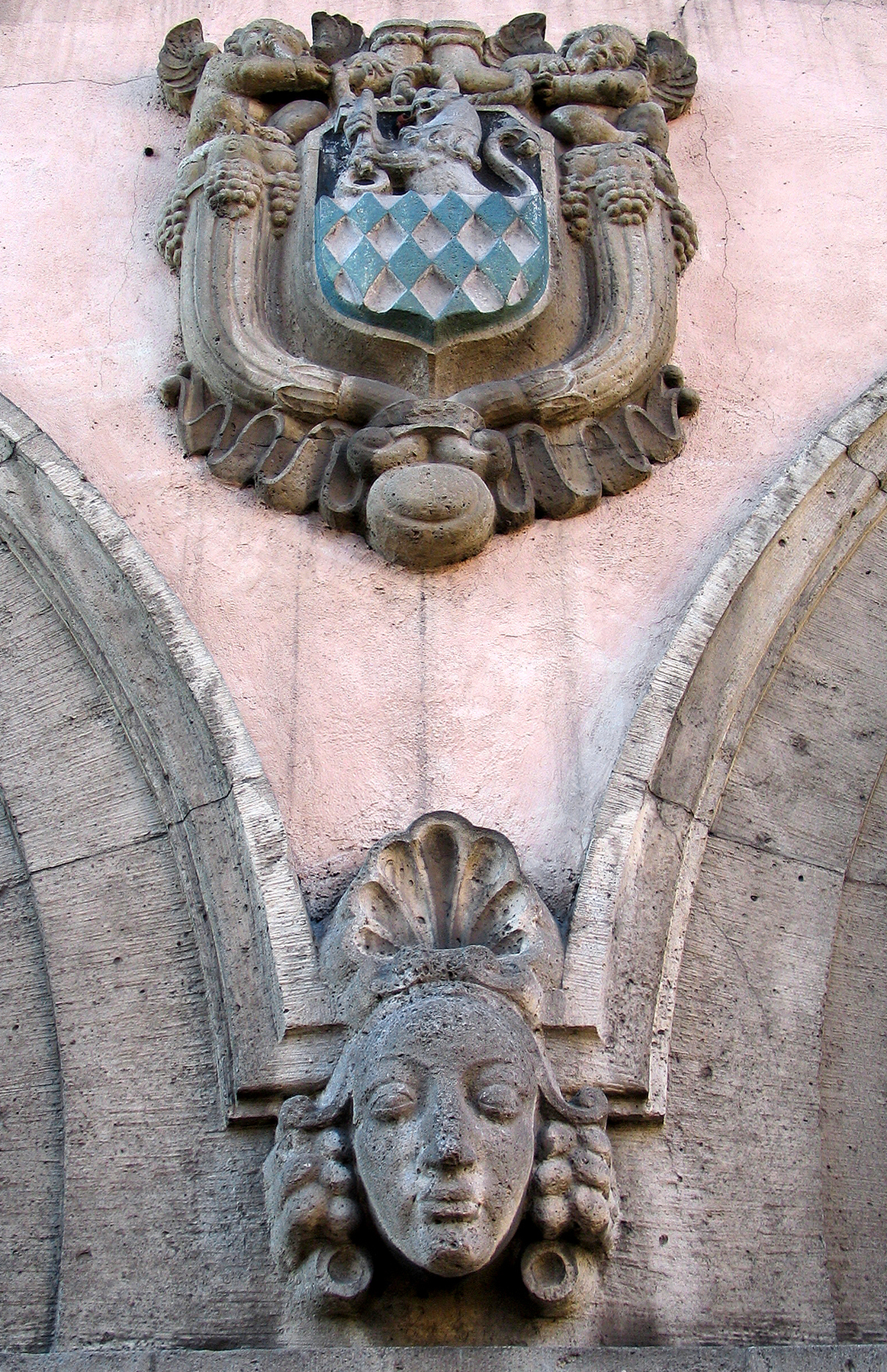
Bauschmuck mit noch unidentifiziertem Wappen
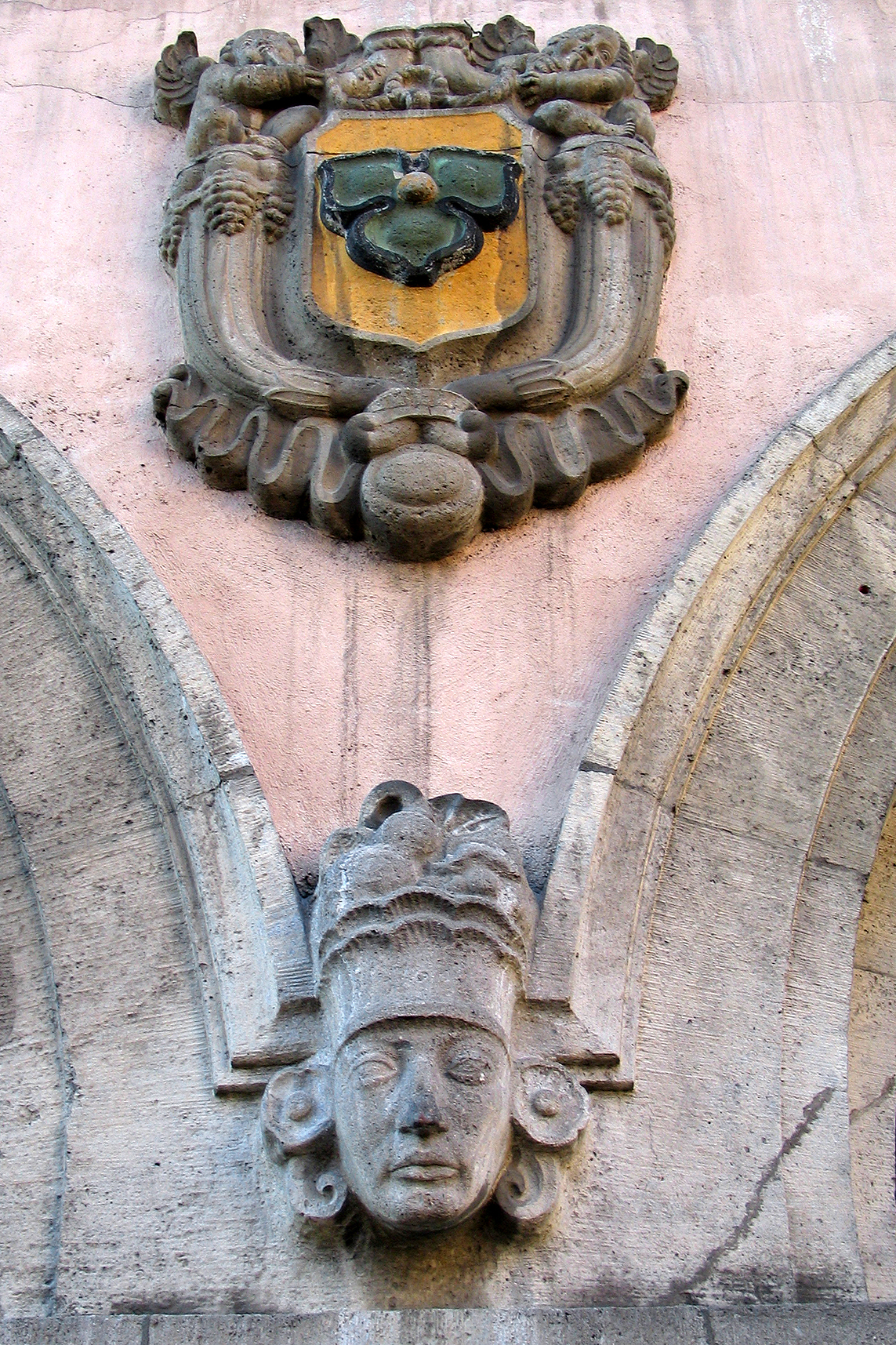
Bauschmuck mit dreiblättrigem Kleeblatt als Wappen der Stadt Hannover
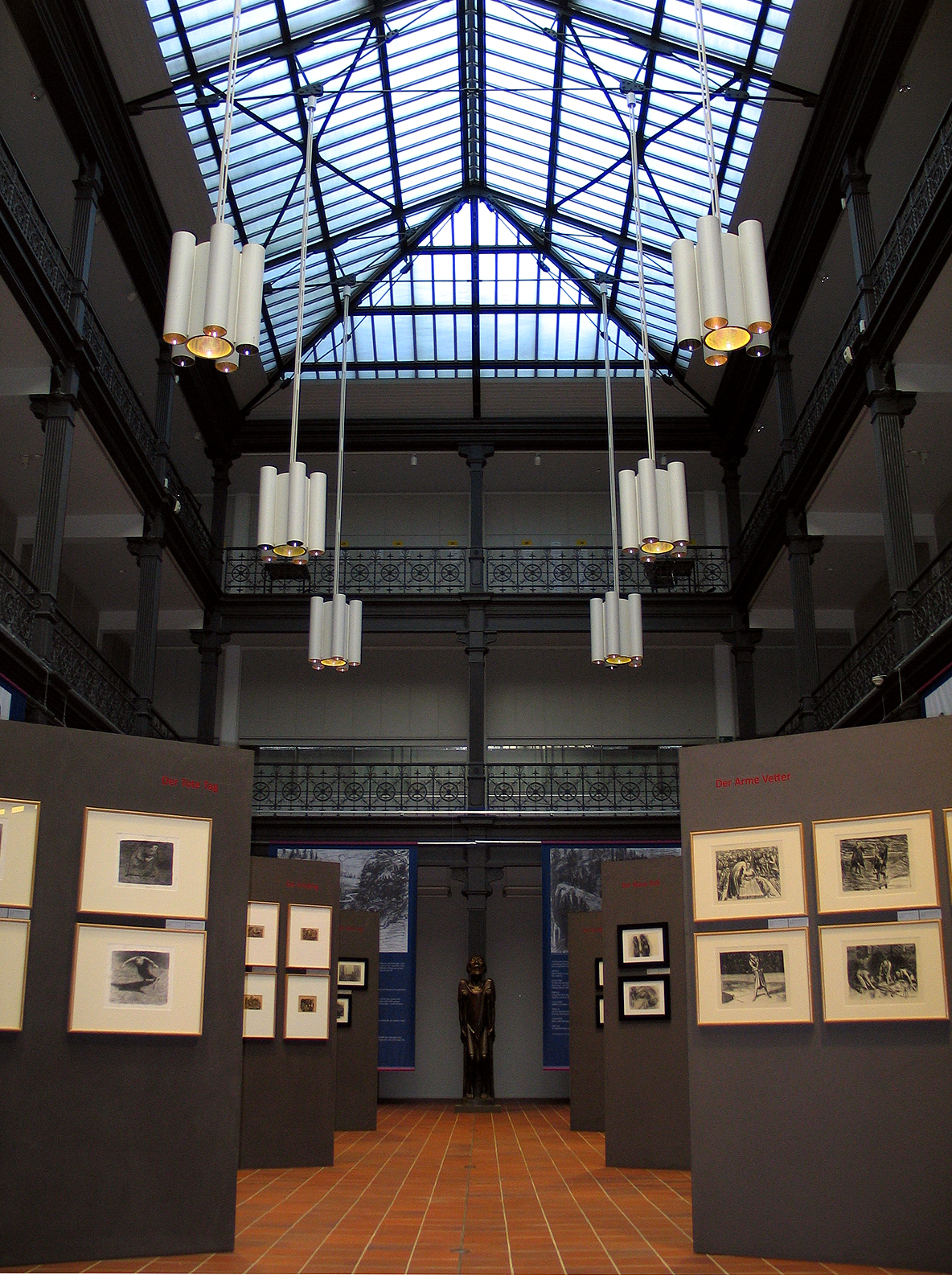
Glasüberdachter Arkadenhof hinter dem Georg-von-Cölln-Haus

## Literatur

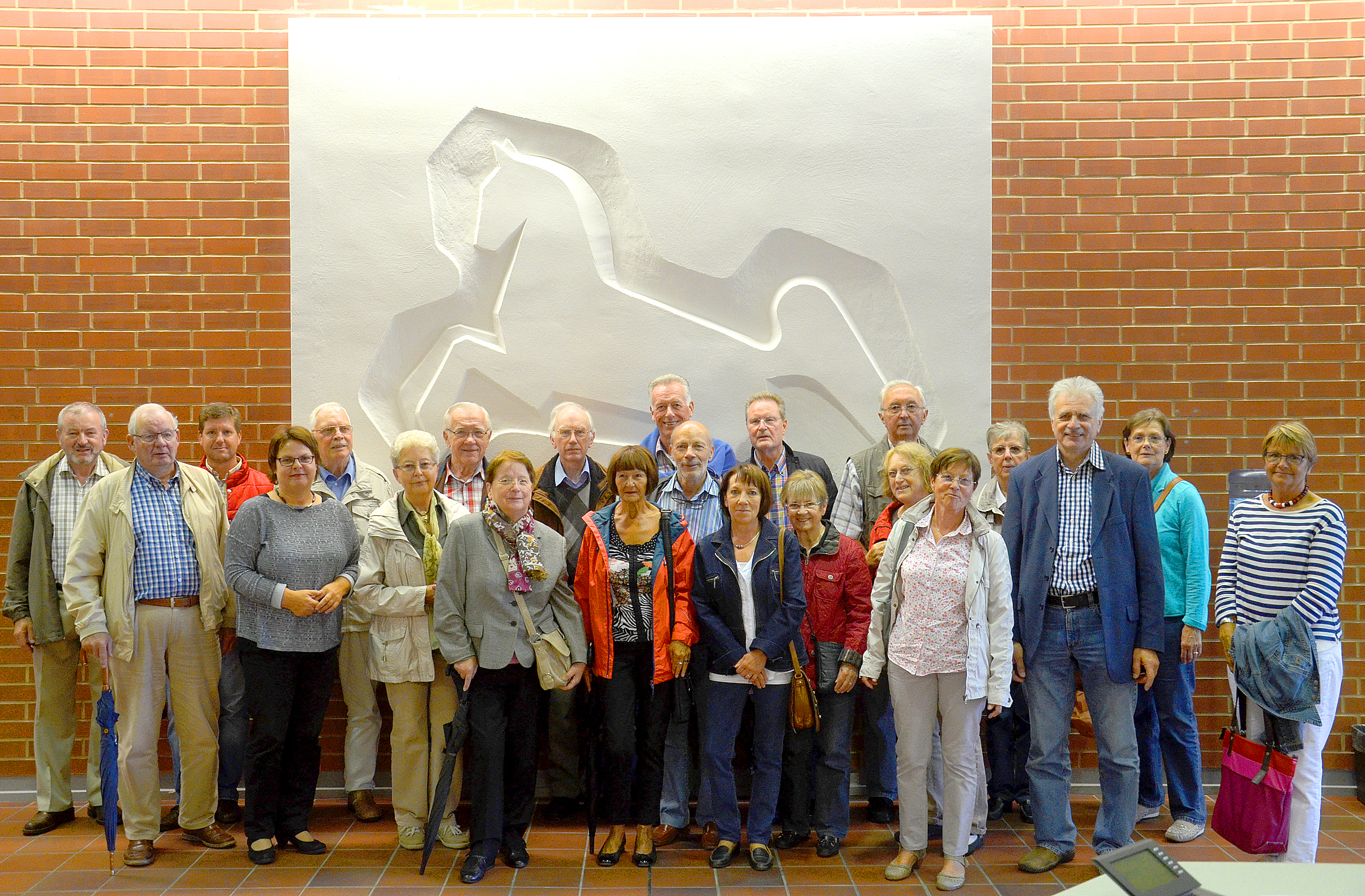
Gruppenbild vor dem Sachsenross im Gebäude nach der Führung für den Verein Forum 2014 e. V. aus Laatzen durch die Abgeordnete Silke Lesemann